# A vörös kör
A vörös kör (franciául: Le Cercle rouge), egy 1970-ben bemutatott francia–olasz bűnügyi film, Jean-Pierre Melville rendezésében, Bourvil, Alain Delon, Gian Maria Volonté és Yves Montand főszereplésével. Érdekessége, hogy a főleg vígjátéki szerepeiről nevezetes Bourvil itt egy tapasztalt és kérlelhetetlen rendőr-főfelügyelőt alakít. Ez volt Bourvil utolsó előtti filmje halála előtt, és az egyetlen, ahol „André Bourvil” néven szerepel a színlapon.

## Cselekmény
A film bevezető mottója: „A vörös kör rejtélyesnek tűnhet. Ráma Krisna szerint egy ízben Buddha rajzolta volna földre, mondván: a tévelygő emberek, még ha nem is tudnak egymásról, más dolgok történnek velük és más utakat járnak be, egy napon majd valamennyien összetalálkoznak a vörös körben. Esetünkben a tévelygő emberek: bűnözők.”
A történet Marseille-ben kezdődik, az események két szálon futnak. A marseille-i börtönben ülő profi bűnöző Corey (Alain Delon), jó magaviselete miatt öt év után, váratlan korkedvezménnyel szabadul. Utolsó éjszakáján felkeresi a korrupt főfoglár, aki tippet ad neki: egy párizsi ékszerüzlet kifosztásához nyújt pontos információkat. Corey először bizalmatlan de aztán elvállalja a munkát.
A marseille-i pályaudvaron eközben Mattei párizsi rendőr-főfelügyelő (Bourvil) egy Vogel nevű gyanúsítottat (Gian Maria Volonté) kísérve felszáll a Marseille-ből Párizsba tartó éjszakai vonatra. Bourgogne egy erdős területén Vogelnek sikerül kibújnia bilincséből és a vonatablakon át kiugrania. Mattei megállítja a vonatot, üldözőbe veszi Vogelt, többször rálő, de a szökevény egérutat nyer. Mattei riasztja a csendőrséget, a környéket nagy erőkkel és nyomkövető kutyákkal fésülik át, Vogel ellen körözést adnak ki.
Hajnalban a marseille-i börtönből szabadult Corey egyenesen régi bűntársához, Ricóhoz megy, aki sok pénzzel maradt adósa, és Corey volt barátnőjével él. Corey visszautasítja a Rico által felkínált csekket, és kényszeríti Ricót, adja át a széfjében tárolt összes készpénzt. A dühös Rico két embert küld utána, hogy szerezzék vissza a pénzét. Corey autót akar venni, de a szalon még zárva. Időtöltésből betér egy bezárni készülő biliárd-terembe, a dákó végére krétával vörös kört rajzol, és játszani kezd. Rico emberei rajtaütnek, de Corey egyiküket leüti, a másikat agyonlövi, ő maga sértetlenül távozik. Vásárol egy nagy amerikai Plymouth Fury személyautót, és azonnal elindul Párizs felé. A Ricótól és embereitől zsákmányolt pisztolyokat a csomagtartóba rejti. A rádióból értesül a fogolyszökésről. Hamarosan a csendőrség úttorlaszába ütközik, de okmányait rendben találják. La Rochepot-nál megáll reggelizni a Bel-Air autósétteremben.
Az árkon-bokron át gyalog menekülő Vogel kiér a párizsi országútra, éppen az étterem parkolójánál. A parkoló autókat végigpróbálva, Corey autójának csomagtartóját nyitva találja, elrejtőzik benne. Corey észreveszi, de nem szól, tovább indul. Egy néptelen tisztáson félreállva kiengedi Vogelt, aki először ráfogja Corey-ra a csomagtartóban talált fegyvert, de Corey megnyugtatja, hogy ő maga is ma szabadult a börtönből, és segít Vogelnek Párizsba, a biztonságba jutni. Vogel ismét elrejtőzik a csomagtartóban, és tovább indulnak. Később Rico újabb bérgyilkosai utolérik az autót és leszorítják az útról. Coreyt az út menti erdőbe viszik, hogy lelőjék, de nem számolnak a csomagtartóban rejtőző Vogellel, aki előbújva agyonlövi mindkettőjüket és megmenti Corey-t. Vogel immár Corey bűntársa, együtt indulnak tovább. Estére Párizsba érnek, ahol Corey öt év óta üresen álló, 16. kerületi lakásában szállnak meg.
Mattei főfelügyelő folytatja a szökött Vogel keresését. Tudja, hogy Vogel intelligens gengszter, nem lesz könnyű a nyomára akadni. Mattei mozgósítja besúgóit. Santit (François Périer), egy éjszakai klub tulajdonosát, Vogel régi bűntársát is nyomás alá helyezi, de a férfi nem akar együttműködni a rendőrséggel. Corey és Vogel előkészíti a Vendôme téri ékszerbolt kirablását, amelynek biztonsági rendszerét a korrupt főfoglár pontosan leírta Corey-nek. A zárak kiiktatásához egy mesterlövészre is szükségük van. Vogel ajánlásával Corey felhívja Jansent (Yves Montand), egy egykori rendőrt, aki elsőrangú fegyverszakértő és mesterlövész volt, de alkoholizmusa miatt lecsúszott. Corey a Santi-klubban találkozik Jansennel, aki csatlakozik az akcióhoz. Corey megegyezik egy orgazdával is. A körözött Vogel nem mutatkozhat, ezért Jansen látogat el az ékszerboltba, és elegáns úri vevőnek álcázva pontosan felméri a helyszínt. Egy éjjel a három férfi sikeresen végrehajtja az aprólékosan eltervezett rablást. Olyan hatalmas értékű zsákmánnyal távoznak, hogy orgazdájuk visszaretten az értékesítéstől. Új, nagyobb formátumú orgazdát kell keresniük. Santi szerez új vállalkozót, akivel a klubban találkozót beszélnek meg.
Mattei főfelügyelő sejti, hogy a rablás hátterében Vogel állhat. Kábítószer-birtoklás hamis vádjával letartóztatja Santi tizenéves fiát, hogy elengedéséért cserébe apját együttműködésre bírja. A vallatáskor kiderül, hogy a fiú valóban kábítószerezett, és eljárás alá kell vonni. Santi megtörik, és elmondja Matteinek, amit Corey-ről és Jansenről tud. A rendőrfelügyelő csapdát állít. Santi klubjában a megbeszélt találkozón az orgazda képében Mattei jelenik meg, és tárgyal Corey-val. Megbeszélik az ékszerek átadását és a vételárat. Az ügyletre másnap este az orgazda Louveciennes-i kastélyában kerül sor. Corey egyedül megy, de Vogel és Jansen titokban követi. A kastélyban Mattei fogadja az ékszerekkel érkező Corey-t, de Vogel, aki felismeri a rendőrfelügyelőt, fegyverrel rájuk tör, és kimenekíti Corey-t a zsákmánnyal együtt. A kerten át menekülő gengszterek tűzharcba keverednek az előbukkanó rendőrökkel, akik mindhármukat agyonlövik.

## Szereposztás
| Szerep                              | Színész            | Magyar hangja (1. szinkron) | Magyar hangja (2. szinkron) |
| ----------------------------------- | ------------------ | --------------------------- | --------------------------- |
| François Mattei rendőrfelügyelő     | André Bourvil      | Gera Zoltán                 | Dobránszky Zoltán           |
| Corey                               | Alain Delon        | Fülöp Zsigmond              | Mihályi Győző               |
| Vogel                               | Gian Maria Volonté | Kristóf Tibor               | Jakab Csaba                 |
| Jansen                              | Yves Montand       | Sinkovits Imre              | Gruber Hugó                 |
| Orgazda                             | Paul Crauchet      | Somogyvári Pál              | Izsóf Vilmos                |
| Korrupt börtönőr                    | Pierre Collet      | Farkas Antal                | Kajtár Róbert               |
| Rico                                | André Ekyan        | Makay Sándor                | Matus György                |
| Mattei segédje                      | Jean-Pierre Posier | Varga T. József             | Berzsenyi Zoltán            |
| Santi                               | François Périer    | Perlaki István              | Szokolay Ottó               |
| Santi fia                           | Jean-Marc Boris    | Both András                 | Seszták Szabolcs            |
| A Bűnügyi Rendőrség (PJ) igazgatója | René Berthier      | Kaló Flórián                | Breyer László               |
| Marchand rendőr-főfelügyelő         | Paul Amiot         | N/A                         | Kun Vilmos                  |
| Vizsgálóbíró                        | Yves Arcanel       | N/A                         | N/A                         |
| Corey volt barátnője                | Anna Douking       | (néma szerep)               | (néma szerep)               |
| Virágoslány a klubban               | Mireille Darc      | (néma szerep)               | (néma szerep)               |

További magyar hangok
- 1. szinkron: Kárpáti Tibor, Tolnai Miklós
- 2. szinkron: Balázsi Gyula, Braun Rita, Csuja Imre, Garai Róbert, Koffler Gizi, Komlós András, Pataki Imre, Vennes Emmy

## Érdekességek
- Bourvilnak ez volt egyik utolsó filmszerepe. A forgatáskor már tudta, hogy halálos beteg (mielóma multiplexben szenvedett), de mindenki elől eltitkolta. Morfium-injekciók segítségével volt ereje követni a forgatás tempóját.[4] Röviddel a film elkészülte után, 1970. szeptember 23-án elhunyt. „A vörös kör” októberi franciaországi bemutatását már nem érte meg. Az 1971-es Felszarvazták Őfelségét film főszerepét, melyet Gérard Oury neki szánt, Yves Montand vette át.
- Ez Bourvil egyetlen filmje, ahol keresztnevével együtt szerepel a színlapon: „André Bourvil”.[5]
- Bár nem szerepel a színlapon, egy kis kámeaszerepben feltűnik Mireille Darc, mint Santi klubjában virágot kínáló görl, aki piros rózsát ad az orgazdára várakozó Corey-nak, azaz Alain Delonnak, aki a forgatás idején saját élettársa volt.

## Forgatási helyszínek
A belső jelenetek nagy részét a boulogne-i filmstúdióban vették fel (Boulogne-Billancourt-ban). A külső jelenetek valós, jól felismerhető színhelyeken játszódnak, Párizsban, Marseille-ben és más városokban:
- Mattei felügyelő és a hozzábilincselt Vogel a Marseille-Blancarde vasútállomáson szállnak fel a Ventimiglia–Nizza-Párizs éjszakai „kék” expresszvonatra, a Train Bleu-re.
- Corey az RN6-os főúton, Saint-Loup-de-Varennes-ben, Niépce szülővárosában, a fényképész útmenti emlékművénél találkozik az első rendőri ellenőrzéssel (esőben).
- Vogel Beaune előtt, Mersault-L’Hôpital állomás közelében ugrik le a vonatról.
- Corey La Rochepot-ban, Meursault-tól néhány kilométerre a Bel-Air autós étterembe tér be, ide érkezik a menekülő Vogel is (Az éttermet 1972-ben bezárták).
- Párizsba érve elhaladnak a Conciergerie (a párizsi bűnügyi rendőrség központja) előtt.
- Corey lakása Párizs 16. kerületében, az Avenue Paul Doumer 19. szám alatt van.
- A rablásra érkező gengszterek autójukat a Vendôme tér közelében, a rue Danielle-Casanova 25. számú házban lévő Vendôme cukrászda előtt parkolják le.
- A Vendôme tér 20. szám alatti Mauboussin ékszerbolt a filmbeli rablás célpontja.
- A végső leszámolás jeleneteit a Meaux mellett, a monthyoni kastély parkjában vették fel.

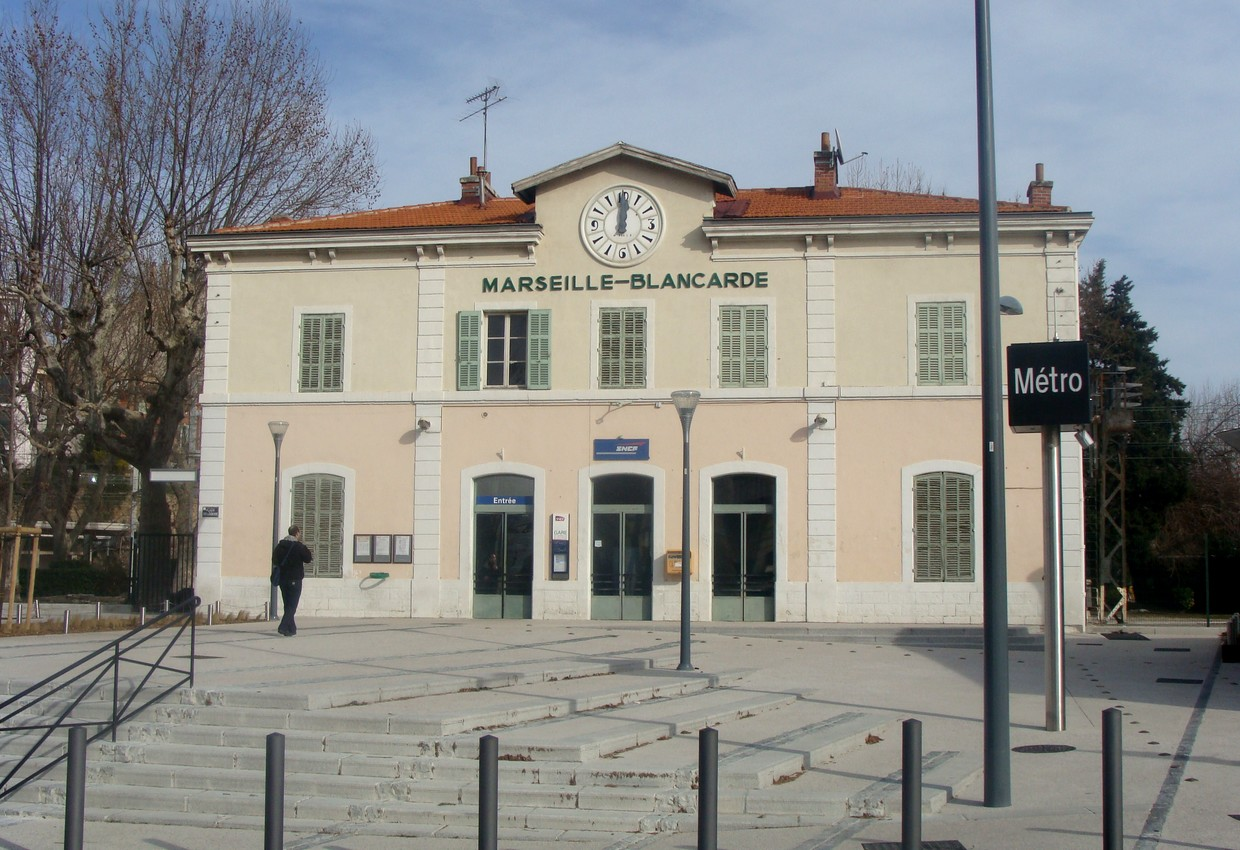
Marseille-Blancarde vasútállomás (2010)
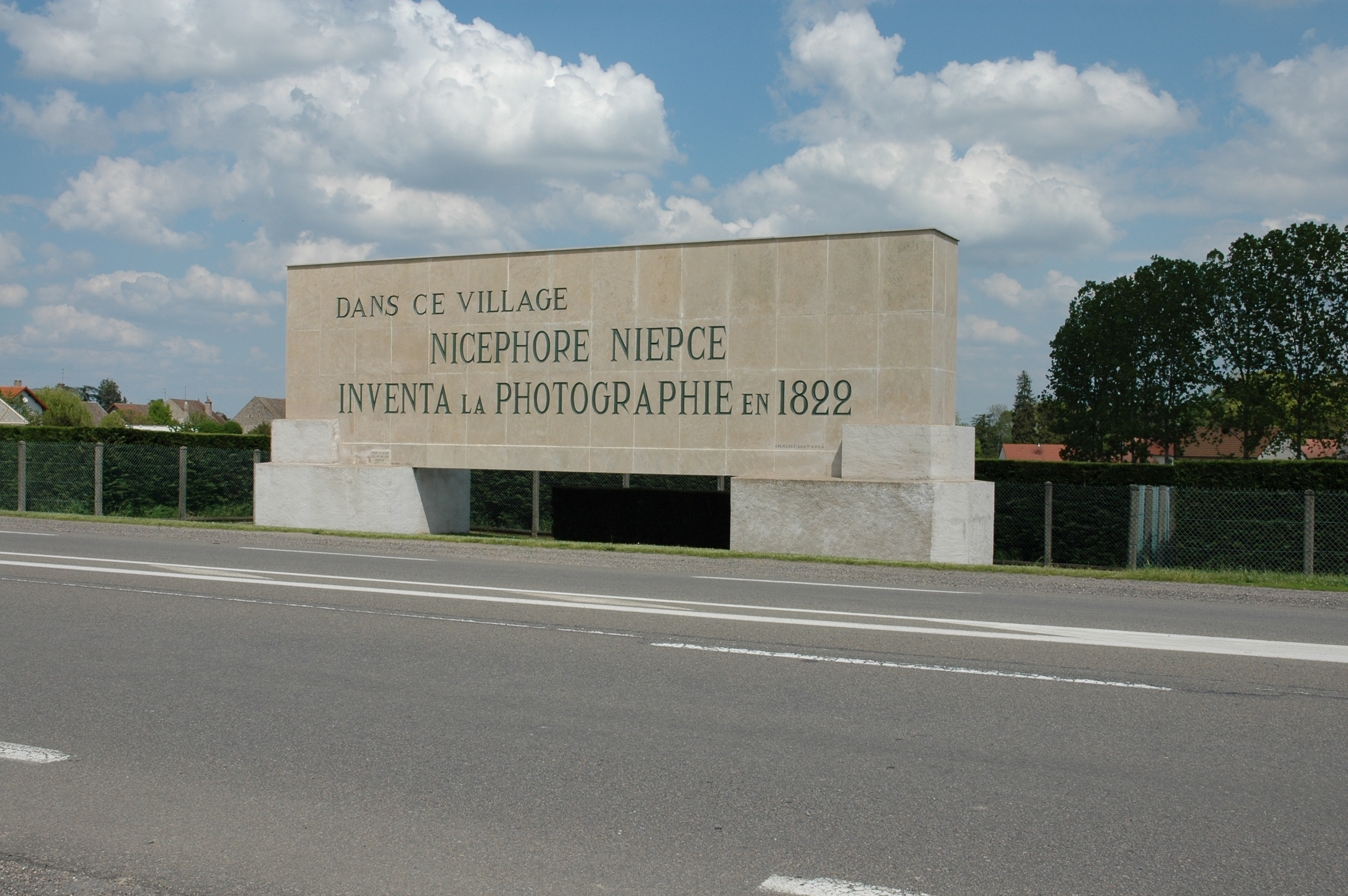
Saint-Loup-de-Varennes, Niépce emlékműve (2004)
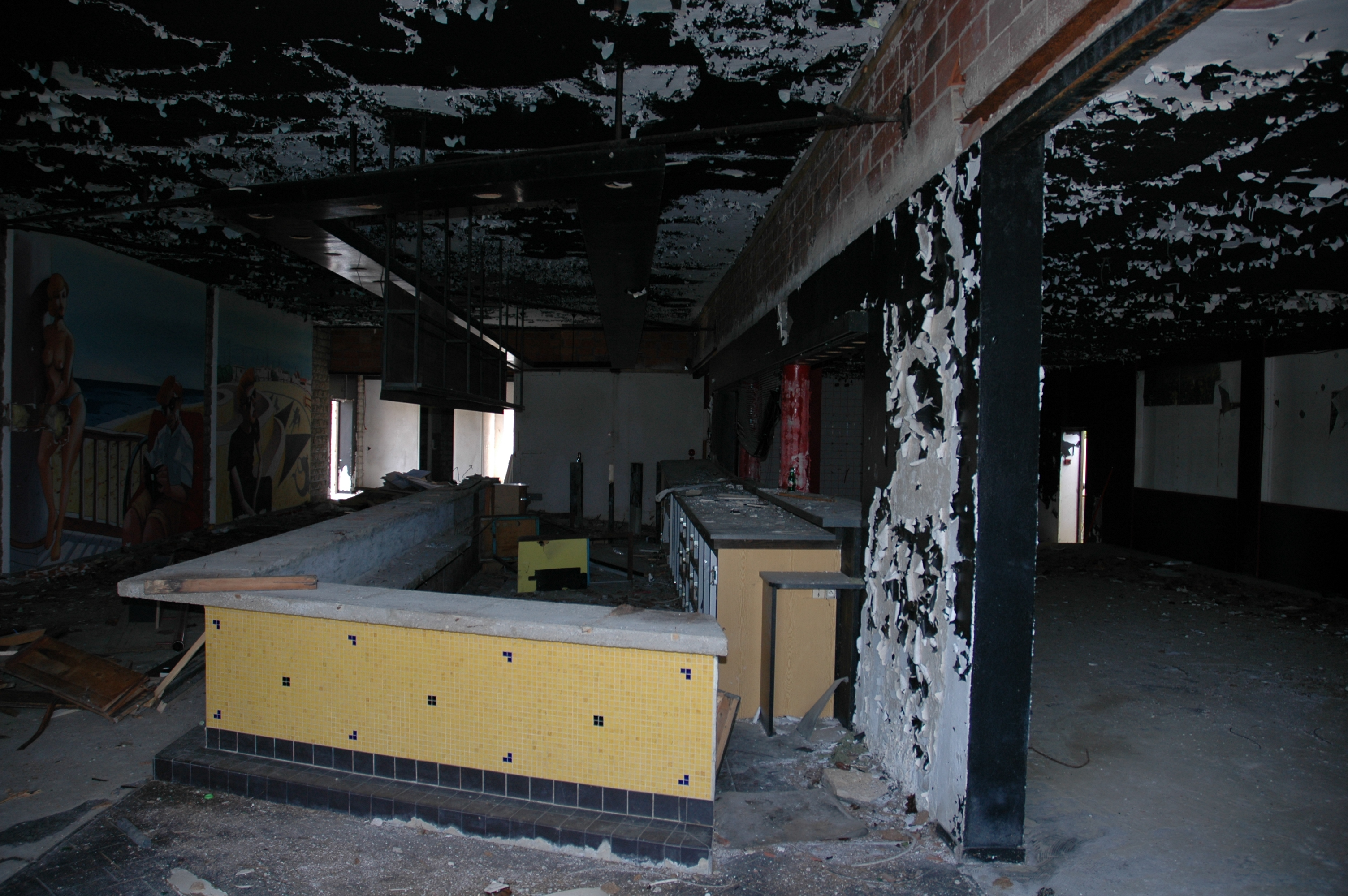
La Rochepot, a Bel-Air autósétterem (2004)
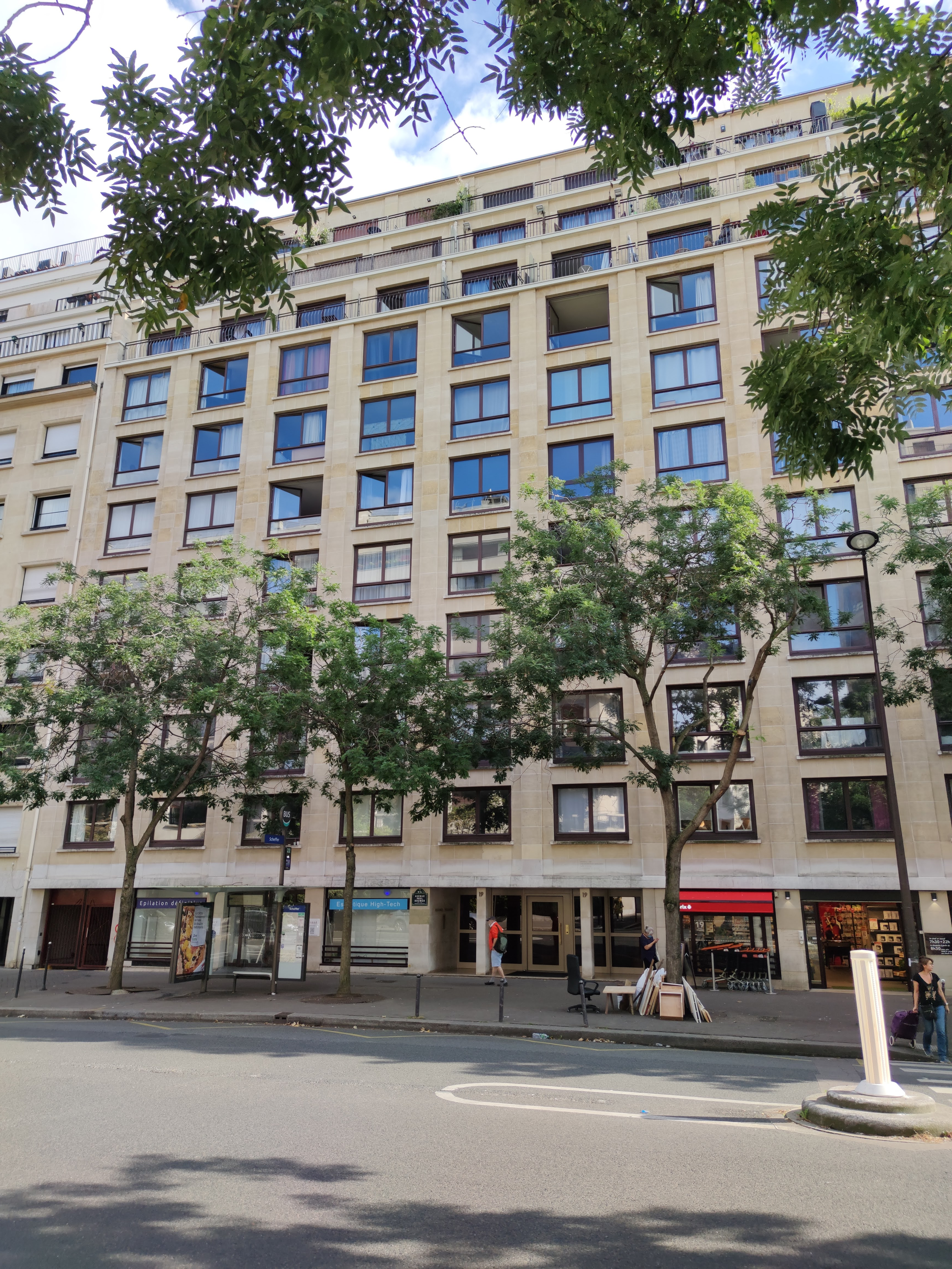
Párizs, Avenue Paul Doumer 19. ház, Corey filmbeli lakóháza
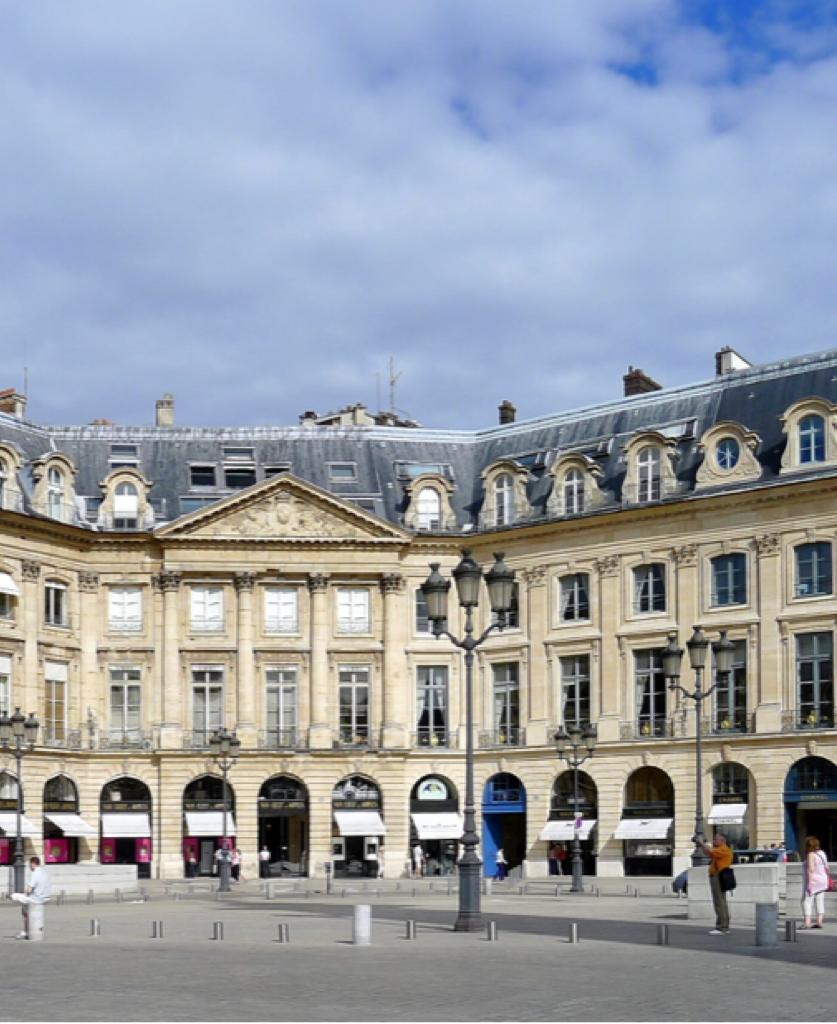
Párizs, Vendôme tér 20. ház, a filmbeli rablás helyszíne
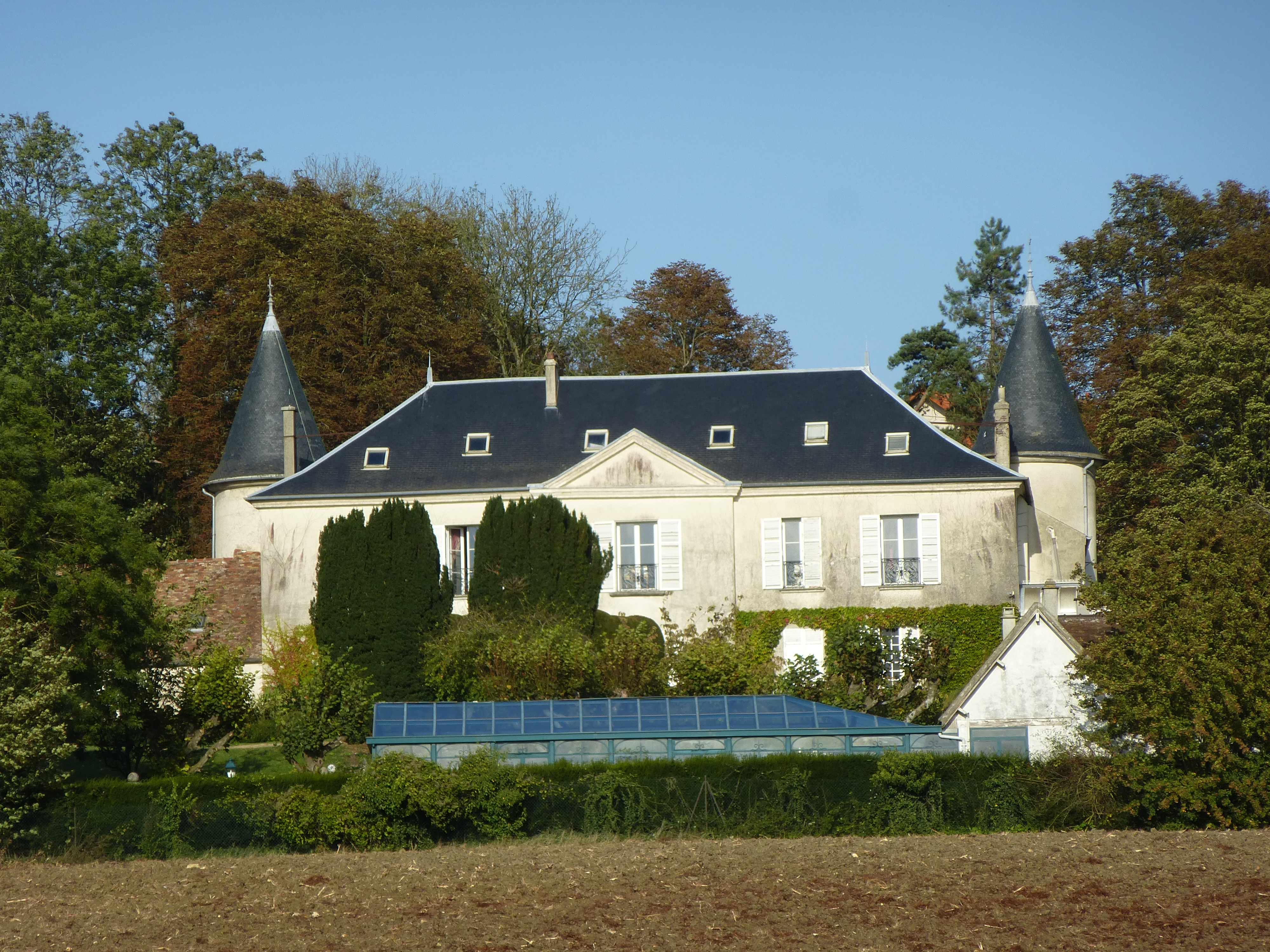
A monthyoni kastély, a filmbeli orgazda háza

## További információ
- A vörös kör a PORT.hu-n (magyarul)
- A vörös kör az Internetes Szinkronadatbázisban (magyarul)
- A vörös kör az Internet Movie Database-ben (angolul)
- A vörös kör a Rotten Tomatoeson (angolul)
- A vörös kör a Box Office Mojón (angolul)
- Le cercle rouge (francia nyelven). AlloCiné.fr
- A vörös kör (teljes film). Videa.hu. (Hozzáférés: 2023. május 4.)